# Larry Weber
Larry F. Weber é um engenheiro e empresário estadunidense.
Weber devotou 30 anos de carreira profissional desenvolvendo e promovendo a tela de plasma. Fundou a Plasmaco Inc. em 1987, em parceria com Stephen Globus e James Kehoe, e desde então assumiu diversos cargos na companhia. Em 1996, quando a Plasmaco foi adquirida pela Matsushita Electric Industrial Co. Ltd, foi nomeado presidente e CEO.
Antes de fundar a Plasmaco, foi aluno de Donald Bitzer e professor pesquisador associado da Universidade de Illinois em Urbana-Champaign, onde dirigiu o Grupo de Pesquisas da Tela de Plasma e graduou-se em engenharia elétrica e obteve o mestrado e doutorado.